# Kaarlo Ekholm
Kaarlo Väinö "Kalle" Ekholm, född 7 december 1884, död 13 maj 1946, var en finländsk gymnast.
Ekholm tävlade för Finland vid olympiska sommarspelen 1912 i Stockholm, där han var med och tog silver i lagtävlingen i fritt system. Ekholm tävlade även i den individuella mångkampen, där han blev oplacerad.